# UB-FC Barcelone
Pour les articles homonymes, voir FC Barcelone.
Le Universitat de Barcelona-FC Barcelona est un club espagnol féminin de basket-ball appartenant à la Liga Femenina, soit le plus haut niveau du championnat espagnol. Le club, basé dans la ville de Barcelone, Catalogne, était originellement celui de l'Université de Barcelone avant de rejoindre les rangs du club omnisports du Futbol Club Barcelona.
En 2007, la direction générale du FC Barcelone annonce que l'Universitat n'a pas respecté ses engagements. La section disparaît donc en juillet 2007
Lorsqu'il est élu en 2010, le nouveau président du FC Barcelone, Sandro Rosell, a l'intention de faire renaître l'équipe, mais le projet n'a jamais abouti.

## Historique
La section féminine du club de basket-ball du FC Barcelone (créée en 1929) avait disparu entre 1942 et 1945, laissant un grand vide dans ce niveau. En 1985 nait un club  dénommé CB Universitari, section du Club Esportiu Universitari. Ambitieux, le club fusionne en 2000 pour devenir une section du club omnisports de l'Université de Barcelone sous le nom de Universitat de Barcelona BF. En même temps que la concrétisation d'un projet de réouverture de la section du FC Barcelone arrivait à son terme. C'est ainsi que s'est formé le désormais Universitat de Barcelona-FC Barcelona, champion d'Espagne 2003 et 2005...

## Palmarès
- Champion d'Espagne : (2) 2003, 2005

## Joueuses célèbres ou marquantes
- Marta Fernández